# GT Challenge at VIR 2021
Navigation
Édition précédente Édition suivante
Le GT Challenge at VIR 2021 (officiellement appelé 2021 Michelin GT Challenge at VIR) était une course de voitures de sport organisée sur le Virginia International Raceway à Alton en Virginie, aux États-Unis qui s'est déroulée du 8 octobre 2021 au 10 octobre 2021. Il s'agissait de la onzième manche du championnat WeatherTech SportsCar Championship 2021 et seules les catégories GTLM et GTD de voitures du championnat ont participé à la course.

## Engagés
La liste officielle des engagés était composée de 18 voitures, dont 3 en Grand Touring Le Mans et 15 en Grand Touring Daytona.

## Course

### Classement de la course
Voici le classement provisoire au terme de la course.
- Les vainqueurs de chaque catégorie sont signalés par un fond jauni.
- Pour la colonne Pneus, il faut passer le curseur au-dessus du modèle pour connaître le manufacturier de pneumatiques.

| Pos  | Classe | no | Écurie                                   | Pilotes                              | Châssis                          | Pneus | Tours | Temps                         |
| ---- | ------ | -- | ---------------------------------------- | ------------------------------------ | -------------------------------- | ----- | ----- | ----------------------------- |
| Pos  | Classe | no | Écurie                                   | Pilotes                              | Moteur                           | Pneus | Tours | Temps                         |
| 1    | GTLM   | 4  | Corvette Racing                          | Tommy Milner Nick Tandy              | Chevrolet Corvette C8.R          | M     | 87    | 2 h 40 min 45 s 036           |
| 1    | GTLM   | 4  | Corvette Racing                          | Tommy Milner Nick Tandy              | Chevrolet 5,5 L V8 Atmo          | M     | 87    | 2 h 40 min 45 s 036           |
| 2    | GTLM   | 3  | Corvette Racing                          | Antonio García Jordan Taylor         | Chevrolet Corvette C8.R          | M     | 87    | + 17 s 852                    |
| 2    | GTLM   | 3  | Corvette Racing                          | Antonio García Jordan Taylor         | Chevrolet 5,5 L V8 Atmo          | M     | 87    | + 17 s 852                    |
| 3    | GTLM   | 79 | WeatherTech Racing                       | Cooper MacNeil Kévin Estre           | Porsche 911 RSR-19               | M     | 87    | + 38 s 655                    |
| 3    | GTLM   | 79 | WeatherTech Racing                       | Cooper MacNeil Kévin Estre           | Porsche 4,2 L Flat-6 Atmo        | M     | 87    | + 38 s 655                    |
| 4    | GTD    | 9  | Pfaff Motorsports                        | Zacharie Robichon Laurens Vanthoor   | Porsche 911 GT3 R                | M     | 85    | + 2 tours                     |
| 4    | GTD    | 9  | Pfaff Motorsports                        | Zacharie Robichon Laurens Vanthoor   | Porsche 4,0 L Flat-6 Atmo        | M     | 85    | + 2 tours                     |
| 5    | GTD    | 1  | Paul Miller Racing                       | Bryan Sellers Madison Snow           | Lamborghini Huracán GT3 Evo      | M     | 85    | + 2 tours                     |
| 5    | GTD    | 1  | Paul Miller Racing                       | Bryan Sellers Madison Snow           | Lamborghini 5,2 L V10 Atmo       | M     | 85    | + 2 tours                     |
| 6    | GTD    | 14 | Vasser Sullivan Racing                   | Jack Hawksworth Aaron Telitz         | Lexus RC F GT3                   | M     | 85    | + 2 tours                     |
| 6    | GTD    | 14 | Vasser Sullivan Racing                   | Jack Hawksworth Aaron Telitz         | Lexus 5,0 L V8 Atmo              | M     | 85    | + 2 tours                     |
| 7    | GTD    | 16 | Wright Motorsports                       | Trent Hindman Patrick Long           | Porsche 911 GT3 Evo              | M     | 85    | + 2 tours                     |
| 7    | GTD    | 16 | Wright Motorsports                       | Trent Hindman Patrick Long           | Porsche 4,0 L Flat-6 Atmo        | M     | 85    | + 2 tours                     |
| 8    | GTD    | 23 | The Heart of Racing                      | Roman De Angelis Ross Gunn           | Aston Martin Vantage AMR GT3     | M     | 85    | + 2 tours                     |
| 8    | GTD    | 23 | The Heart of Racing                      | Roman De Angelis Ross Gunn           | Aston Martin 4,0 L V8 Turbo      | M     | 85    | + 2 tours                     |
| 9    | GTD    | 27 | The Heart of Racing                      | Ian James Alex Riberas               | Aston Martin Vantage AMR GT3     | M     | 85    | + 2 tours                     |
| 9    | GTD    | 27 | The Heart of Racing                      | Ian James Alex Riberas               | Aston Martin 4,0 L V8 Turbo      | M     | 85    | + 2 tours                     |
| 10   | GTD    | 39 | CarBahn avec Peregrine Racing            | Richard Heistand (de) Jeff Westphal  | Audi R8 LMS                      | M     | 85    | + 2 tours                     |
| 10   | GTD    | 39 | CarBahn avec Peregrine Racing            | Richard Heistand (de) Jeff Westphal  | Audi 5,2 L V10 Atmo              | M     | 85    | + 2 tours                     |
| 11   | GTD    | 28 | Alegra Motorsports                       | Daniel Morad Michael de Quesada      | Mercedes-AMG GT3 Evo             | M     | 85    | + 2 tours                     |
| 11   | GTD    | 28 | Alegra Motorsports                       | Daniel Morad Michael de Quesada      | Mercedes-Benz M159 6,2 L V8 Atmo | M     | 85    | + 2 tours                     |
| 12   | GTD    | 19 | GRT Grasser Racing Team                  | Misha Goikhberg Franck Perera        | Lamborghini Huracán GT3 Evo      | M     | 85    | + 2 tours                     |
| 12   | GTD    | 19 | GRT Grasser Racing Team                  | Misha Goikhberg Franck Perera        | Lamborghini 5,2 L V10 Atmo       | M     | 85    | + 2 tours                     |
| 13   | GTD    | 88 | Team Hardpoint                           | Rob Ferriol Katherine Legge          | Porsche 911 GT3 R                | M     | 85    | + 2 tours                     |
| 13   | GTD    | 88 | Team Hardpoint                           | Rob Ferriol Katherine Legge          | Porsche 4,0 L Flat-6 Atmo        | M     | 85    | + 2 tours                     |
| 14   | GTD    | 32 | Gilbert / Korthoff Motorsports           | Mike Skeen (en) Guy Cosmo            | Mercedes-AMG GT3 Evo             | M     | 84    | + 3 tours                     |
| 14   | GTD    | 32 | Gilbert / Korthoff Motorsports           | Mike Skeen (en) Guy Cosmo            | Mercedes-Benz M159 6,2 L V8 Atmo | M     | 84    | + 3 tours                     |
| 15   | GTD    | 96 | Turner Motorsport                        | Bill Auberlen Robby Foley            | BMW M6 GT3                       | M     | 84    | + 3 tours                     |
| 15   | GTD    | 96 | Turner Motorsport                        | Bill Auberlen Robby Foley            | BMW 4,4 L V8 Turbo               | M     | 84    | + 3 tours                     |
| 16   | GTD    | 12 | Vasser Sullivan Racing                   | Frankie Montecalvo Zach Veach (en)   | Lexus RC F GT3                   | M     | 83    | + 4 tours                     |
| 16   | GTD    | 12 | Vasser Sullivan Racing                   | Frankie Montecalvo Zach Veach (en)   | Lexus 5,0 L V8 Atmo              | M     | 83    | + 4 tours                     |
| Abd. | GTD    | 44 | Magnus Racing avec Archangel Motorsports | Andy Lally John Potter               | Acura NSX GT3 Evo                | M     | 72    | Problème de roulement de roue |
| Abd. | GTD    | 44 | Magnus Racing avec Archangel Motorsports | Andy Lally John Potter               | Acura 3,5 L V6 Turbo             | M     | 72    | Problème de roulement de roue |
| Abd. | GTD    | 66 | Gradient Racing                          | Till Bechtolsheimer Mario Farnbacher | Acura NSX GT3 Evo                | M     | 39    | Casse frein arrière droit     |
| Abd. | GTD    | 66 | Gradient Racing                          | Till Bechtolsheimer Mario Farnbacher | Acura 3,5 L V6 Turbo             | M     | 39    | Casse frein arrière droit     |

## Pole position et record du tour
- Pole position :  Tommy Milner (#4 Corvette Racing) en 1 min 40 s 263
- Meilleur tour en course :  Kévin Estre (#79 WeatherTech Racing) en 1 min 40 s 920

## Tours en tête
- no 3 Chevrolet Corvette C8.R - Corvette Racing : 42 tours (1-29 / 44-56)[3]
- no 4 Chevrolet Corvette C8.R - Corvette Racing : 44 tours (30-43 / 57-64 / 66-87)
- no 79 Porsche 911 RSR-19 - WeatherTech Racing : 1 tour (65)

## À noter
- Longueur du circuit : 3,27 miles
- Distance parcourue par les vainqueurs : 321,9 miles